# Giovanni Antonio Muratori
Giovanni Antonio Muratori (Cervia, ... – Roma, 24 luglio 1559) è stato un francescano italiano.

## Biografia
Religioso dell'Ordine dei Frati Minori Conventuali, della Custodia di Ravenna, appartenente alla Provincia Bolognese. Fu Custode del Sacro Convento di Assisi.
Il 13 maggio 1559 fu eletto Ministro generale dell'Ordine, ma morì a Roma dopo soli tre mesi di governo il 24 luglio dello stesso anno.